# Manuel Sutter
Manuel Sutter (sinh ngày 8 tháng 3 năm 1991 Áo) là một cầu thủ bóng đá người Áo hiện tại thi đấu ở vị trí tiền đạo cho FC Vaduz.